# Heruy Welde Selassie
Pour les articles homonymes, voir Selassié.
Blattengeta Heruy Welde Selassie (Guèze: ኅሩይ ወልደሥላሴ, Blatten-Geta Həruy Wäldä-səllase), né le 8 mai 1878 et mort le 19 septembre 1938, fut Ministre des Affaires étrangères et un des principaux écrivains éthiopiens de la littérature amharique du début du XXe siècle, notamment sous la régence du Ras Tafari Mekonnen, de 1916 à 1930. Son ouvrage le plus célèbre est Wadaje lebbe; il est l'auteur de recueils de poésies, essais, récits historiques et biographies.

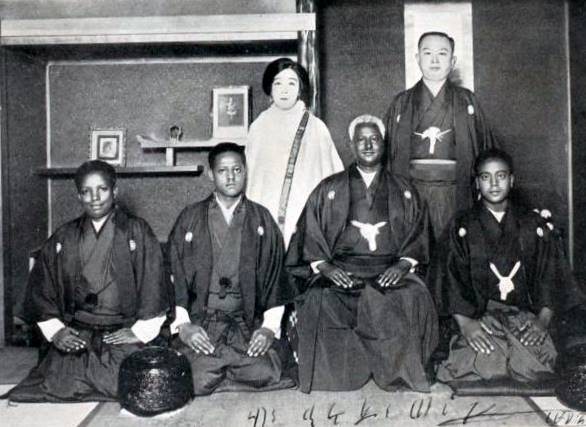
Heruy Welde Selassie lors de son séjour au Japon en 1931.